# Irena Lipowicz

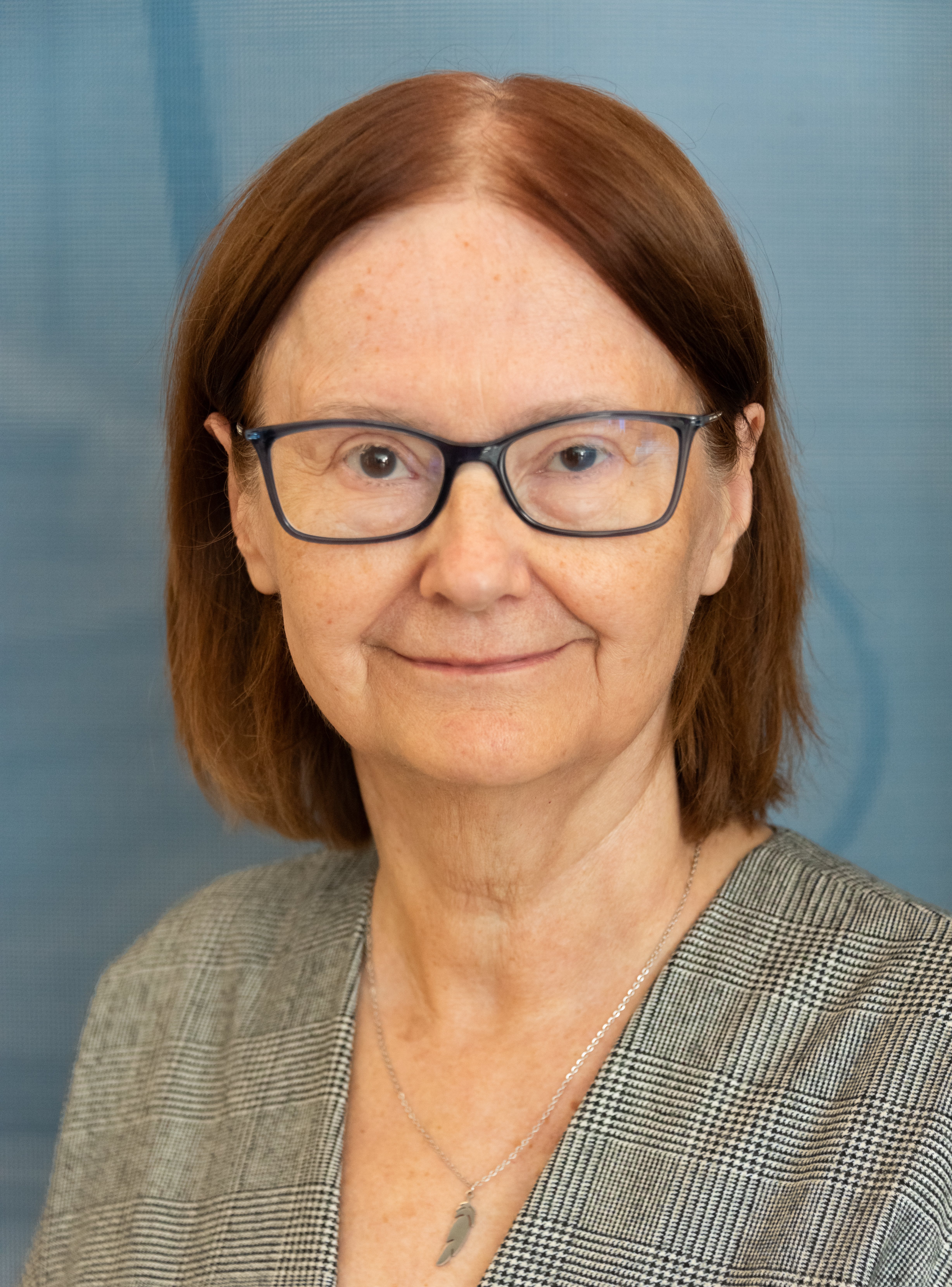
Irena Lipowicz (2024)

Irena Ewa Lipowicz (* 9. Juni 1953 in Gliwice) ist eine polnische Rechtswissenschaftlerin, Politikerin und Diplomatin. Sie war Abgeordnete des Sejm der I., II. und III. Wahlperiode von 1991 bis 2000. Beruflich war sie Professorin an der Kardinal-Stefan-Wyszyński-Universität Warschau. Sie war von 2010 bis 2015 polnische Beauftragte für Bürgerrechte.

## Leben und Beruf
1976 absolvierte sie mit Auszeichnung das Studium an der Rechts- und Verwaltungsfakultät der Schlesischen Universität und wurde als Assistentin, später als Adjunktin angestellt. 1981 wurde sie Doktor der Rechtswissenschaften, 1992 bestand sie die Habilitation. 1980 wurde sie Mitglied der unabhängigen Gewerkschaft Solidarność.
Sie wurde an der Hochschule für Öffentliche Verwaltung (Krajowa Szkoła Administracji Publicznej) tätig. 1998 wurde sie zur Professorin an der Kardinal-Stefan-Wyszyński-Universität Warschau berufen, wo sie den Lehrstuhl für das Verwaltungsrecht innehatte. von 2006 bis 2010 war sie Professorin der privaten Uniwersytet Humanistycznospołeczny in Warschau. Sie hielt Vorträge an den Universitäten in Köln, Athen, Graz, Dresden und Tübingen. 2009 wurde sie Ehrendoktor der Universität Osnabrück.
2008 wurde sie Direktorin der Stiftung für deutsch-polnische Zusammenarbeit. Zusammen mit Gesine Schwan leitete sie das Deutsch-Polnische Forum.

## Politik
Sie wurde bei den Parlamentswahlen 1991, 1993 und 1997 zum Sejm jeweils als parteilose Kandidatin aus den Listen der Unia Demokratyczna beziehungsweise der Unia Wolności gewählt.
2000 wurde sie polnische Botschafterin in Österreich und legte daraufhin ihr Abgeordnetenmandat nieder. Im November 2004 wurde sie zum Vertreter des polnischen Außenministeriums in Sachen deutsch-polnischer Beziehungen ernannt. 2010 wurde sie nach dem Vorschlag der Bürgerplattform vom Sejm zur polnischen Beauftragten für Bürgerrechte gewählt. Ihr Nachfolger wurde am 9. September 2015 Adam Bodnar.

## Ehrungen
Sie wurde mit dem Großen Verdienstkreuz der Bundesrepublik Deutschland ausgezeichnet, 1999 mit dem Großen Goldenen Ehrenzeichen für Verdienste um die Republik Österreich und 2003 mit dem Großen Goldenen Ehrenzeichen des Landes Steiermark. 2009 erhielt sie das Ritterkreuz des Ordens Polonia Restituta. Für 2014 wurde ihr der Viadrina-Preis zugesprochen.